# Грбавац (Грубишно Поље)
Грбавац је насељено мјесто у саставу града Грубишног Поља, у Бјеловарско-билогорској жупанији, Република Хрватска.

## Географија
Грбавац се налази око 3,5 км западно од Грубишног Поља.

## Становништво
Према попису становништва из 2011. године, насеље Грбавац је имало 211 становника.
| Демографија | Демографија | Демографија |
| Година      | Становника  | Становника  |
| ----------- | ----------- | ----------- |
| 1981.       | 387         |             |
| 1991.       | 302         |             |
| 2001.       | 230         |             |
| 2011.       |             | 211         |

## Попис1991.
На попису становништва 1991. године, насељено место Грбавац је имало 302 становника, следећег националног састава:
| Попис 1991.‍  | Попис 1991.‍  | Попис 1991.‍ | Попис 1991.‍ | Попис 1991.‍ |
| ------------ | ------------ | ----------- | ----------- | ----------- |
|              |              |             |             |             |
| Хрвати       | Хрвати       |             | 150         | 49,66%      |
| Мађари       | Мађари       |             | 108         | 35,76%      |
| Срби         | Срби         |             | 20          | 6,62%       |
| Чеси         | Чеси         |             | 10          | 3,31%       |
| Југословени  | Југословени  |             | 7           | 2,31%       |
| неопредељени | неопредељени |             | 5           | 1,65%       |
| непознато    | непознато    |             | 2           | 0,66%       |
| укупно: 302  |              |             |             |             |